# 임길수
임길수(林吉洙, 1940년 1월 10일 ~ 1990년 11월 4일)는 대한민국의 공인회계사이자 정치인, 세무상담 방송에 출연(세무사 자격 보유 후 세무사회 미등록)한 방송인이었다. 불륜으로 두집살림을 하다가 정체불명의 인물에게 피살되었다.

## 학력
- 공주영명고등학교[1]
- 국제대학(현 서경대학교)

## 사망
범죄와의 전쟁이 펼쳐지던 1990년 11월 4일 서울 한강에서 변사체로 발견되었다 서울대 출신 교사인 아내 강희자씨와 2남2녀를 두었으며, 피살 당시 국민학교 후배와 동거하여 혼외자 4남매를 낳아 내연녀와 살고 있었다. 그 외의 여성과도 불륜을 저질렀다. 그는 이러한 행동과 정치 활동으로 많은 재산을 잃은 상태였고, 본처가 거주하고 자신이 전세계약을 한 삼풍아파트를 떠나 내연녀가 사는 성동구 옥수동 현대아파트에 실거주해있던 상태였다. 
범인은 검거되지 않았으며, 생전 벌어온 돈에 비하면 적지만 여전히 일반인에 비하면 많은 재산을 남겨 부인은 임길수 사후 유복하게 생활하였다.

## 역대 선거 결과
|  | 1.64% |

|  | 0.37% |

|  | 0.37% |